# Compagnie Internationale des Wagons-Lits
De Compagnie Internationale des Wagons-Lits (et des Grands Express Européens), vaak kortweg Wagons-Lits of CIWL genoemd, is een in 1872 door de Belgische ingenieur Georges Nagelmackers opgerichte spoorwegmaatschappij voor internationale treindiensten. De maatschappij verzorgde tientallen vaste treindiensten over heel Europa en zelfs een aantal bestemmingen daarbuiten zoals naar Siberië, het Midden-Oosten en Egypte. De bekendste diensten zijn wellicht de Oriënt-Express, Le Train Bleu en de Transsiberië Express.

## Geschiedenis

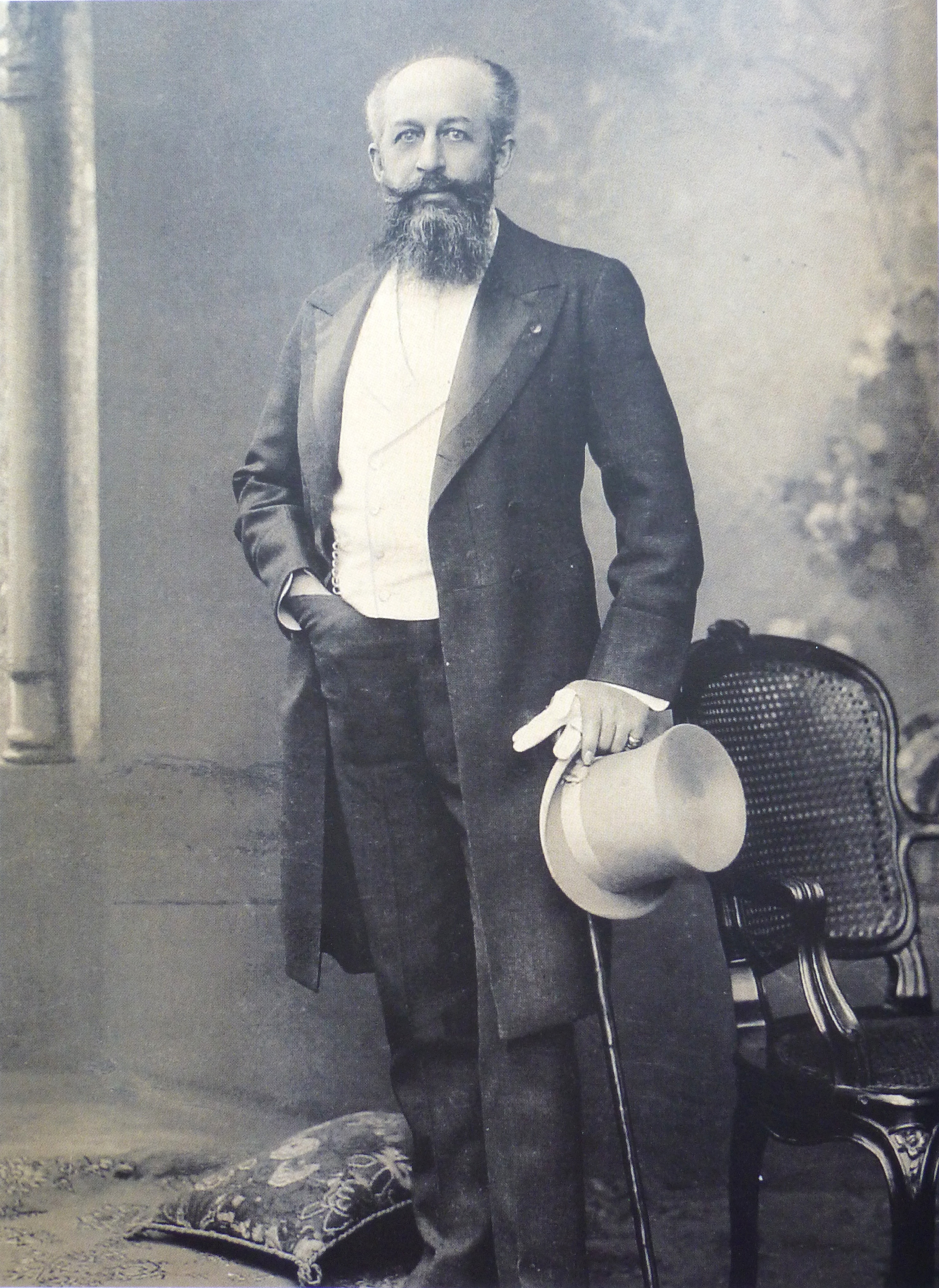
Georges Nagelmackers

### Amerika
In het jaar 1867 bracht de Belg Georges Nagelmackers, telg uit een bankiersfamilie, een bezoek aan de Verenigde Staten. Hij raakte hier sterk onder de indruk van de luxetreinen die hier de oost- en westkust met elkaar verbonden. Twee jaar voor de komst van Nagelmackers had George M. Pullman slaaprijtuigen geïntroduceerd, ideaal voor deze langeafstandstreinen, die verschillende dagen onderweg waren. Toen Georges Nagelmackers weer naar huis keerde was het idee voor een Europees netwerk van luxueuze langeafstandstreinen geboren.

### CIWL
Enkele jaren na het bezoek aan de Verenigde Staten richtte Nagelmackers op 4 december 1872 de Compagnie Internationale des Wagons-Lits op. De maatschappij kwam van de grond met een startkapitaal van 4 miljoen Belgische franken en de (financiële) hulp van onder anderen de Belgische koning Leopold II van België, die ook belangen had bij de familie Nagelmackers.
Al snel bleek dat het niet vanzelfsprekend was om een netwerk van nachttreinen op te starten zoals dit in Amerika gangbaar was. Europa telt veel verschillende staten die alle wisselende relaties met elkaar hadden. Hoewel er al sinds 1870 een relatieve vrede heerste die tot 1914 zou aanhouden, was het onvermijdelijk dat een trein die alle Europese landen met elkaar zou verbinden van groot politiek belang zou zijn. Om een goed functionerend internationaal spoornetwerk te voorzien diende veel onderhandeld te worden. De diplomatieke banden van Georges' bankiersfamilie hebben hierbij sterk geholpen. Een andere factor waren de nationale spoorwegmaatschappijen van de betrokken landen. Zij zagen er met de CIWL een concurrent bijkomen. Uiteindelijk werd het akkoord bereikt dat de Wagons Lits enkel de wagens zou leveren en dat de locomotieven door de nationale spoorwegmaatschappijen voorzien zouden worden. Hierdoor moest er aan de grens van elk land van locomotief gewisseld worden.

### Train éclair
Het duurde uiteindelijk nog tot 1882 tot een eerste proeftrein uitreed. Een trein, die de Train Éclair (Bliksemtrein) gedoopt werd, reed van Parijs naar Wenen, via Straatsburg en München. Intussen werd het eerste officiële traject gepland. De trein zou rijden tussen Parijs en Istanboel. De spoorweg was echter nog niet helemaal afgewerkt. Toen de trein een jaar later, in 1883 voor de eerste maal reed moesten er verschillende keren overgestapt worden op een veerboot om op de eindbestemming te komen. De trein werd Train Express d’Orient gedoopt. Later zou deze bekendstaan als de Oriënt-Express.

### Succes

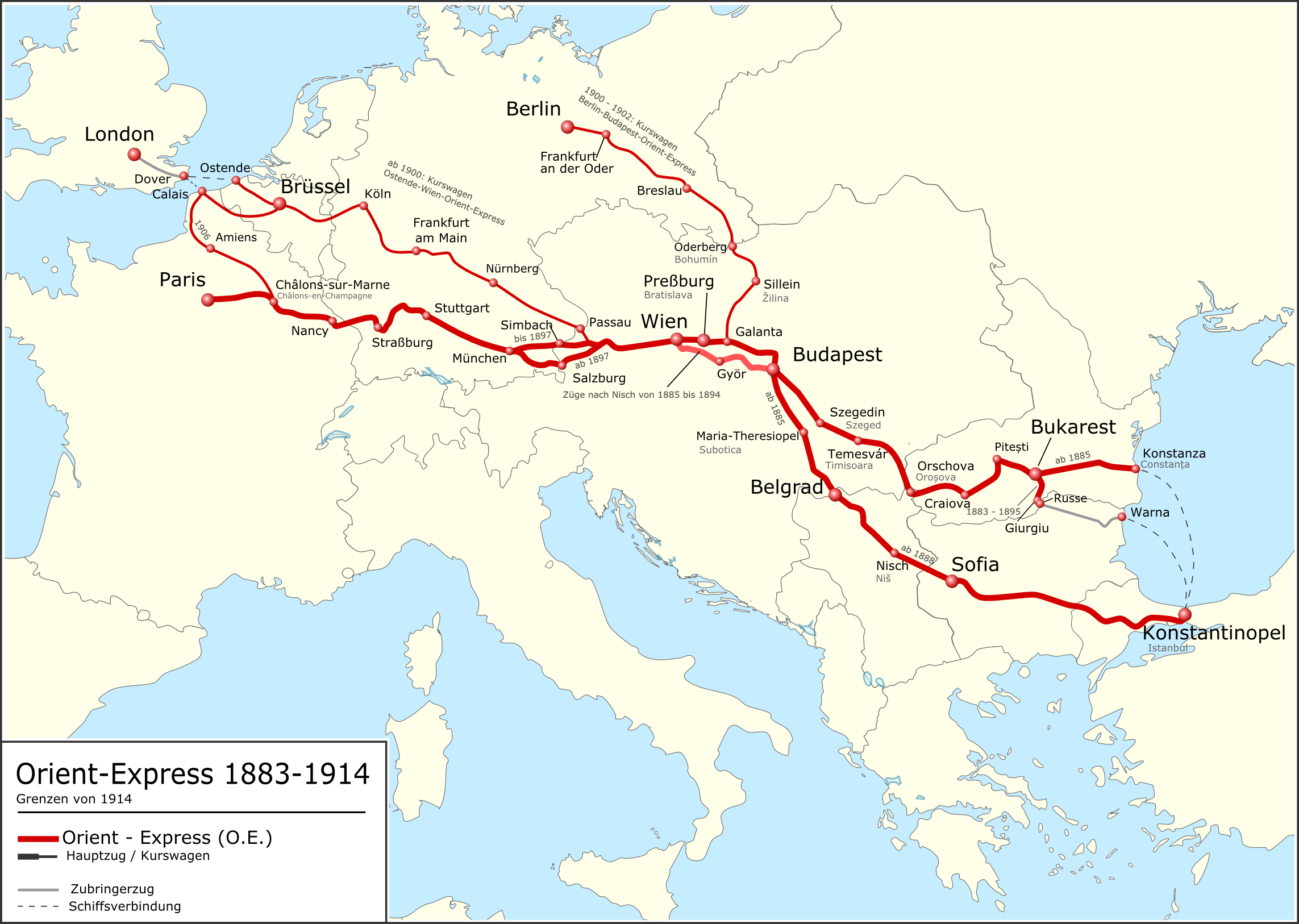
Traject van de Oriënt-Express van 1883 tot 1914

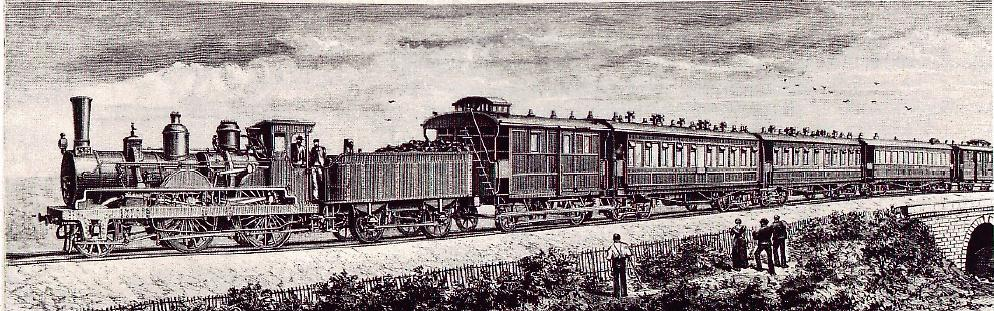
De eerste Oriënt-Express in 1883

Op 4 oktober 1883 werd de Oriënt-Express officieel ingehuldigd. De trein reed toen echter al enkele maanden. Niet lang na de eerste verbinding volgde vele anderen zoals de Nord Express en de Sud Express. Na deze treinen voor zakelijk verkeer kwamen vanaf 1886 badplaatsen, kuuroorden en andere toeristische bestemmingen in beeld. De klanten van het zakelijke verkeer konden in hun vrije tijd ook naar toeristische bestemmingen worden vervoerd met dezelfde kwaliteitsstandaard. Vanaf 1890 kwamen er ook rederijtreinen die bootreizigers naar de vertrekhavens vervoerden, veelal kreeg die trein de naam van de rederij of de eindbestemming van de bootdienst. De CIWL kreeg een steeds groter aandeel van het Europese internationale spoorverkeer en begon ook buiten Europa diensten te organiseren, zoals onder andere de Trans-Siberische spoorlijn en de Trans-Mantsjoerische spoorlijn. Binnen Europa werd de trein geliefd bij verschillende Europese staatshoofden voor hun internationale reizen. De naam van de compagnie werd verlengd tot Compagnie Internationale des Wagons-Lits et des Grands Express Européens en het bekende logo met de twee leeuwen werd ingevoerd. Het hoofdkwartier verhuisde van Brussel naar Parijs, waar een nieuw hoofdkantoor werd gebouwd.
Ook buiten de spoorsector werd de CIWL actief. In 1894 opende ze een dochterbedrijf genaamd Compagnie Internationale des Grands Hôtels, deze keten opende luxehotels in verschillende Europese hoofdsteden, om de reizigers ook op hun bestemming van de nodige luxe te kunnen voorzien. Enkele voorbeelden hiervan zijn het Hôtel Terminus in Bordeaux en Marseille, het Hôtel Pera Palace in Istanboel, het Hôtel de la Plage in Oostende en buiten Europa het Grand Hôtel des Wagons-Lits in Beijing (Peking).
Aan de vooravond van de Eerste Wereldoorlog had de CIWL nagenoeg het monopolie op internationale spoordiensten. Tijdens de Eerste Wereldoorlog werden alle internationale treindiensten om begrijpelijke redenen stilgelegd. De rijtuigen werden geconfisqueerd voor militaire doeleinden. Verschillende rijtuigen van de CIWL werden verbouwd tot rijdende ziekenhuizen of tijdelijke vergaderplaatsen. Restauratiewagen 2419 D was hier een van. Op 11 november 1918 werd te Compiègne in dit rijtuig de wapenstilstand getekend. Deze wagen staat sindsdien bekend als het wapenstilstandsrijtuig.

### Interbellum

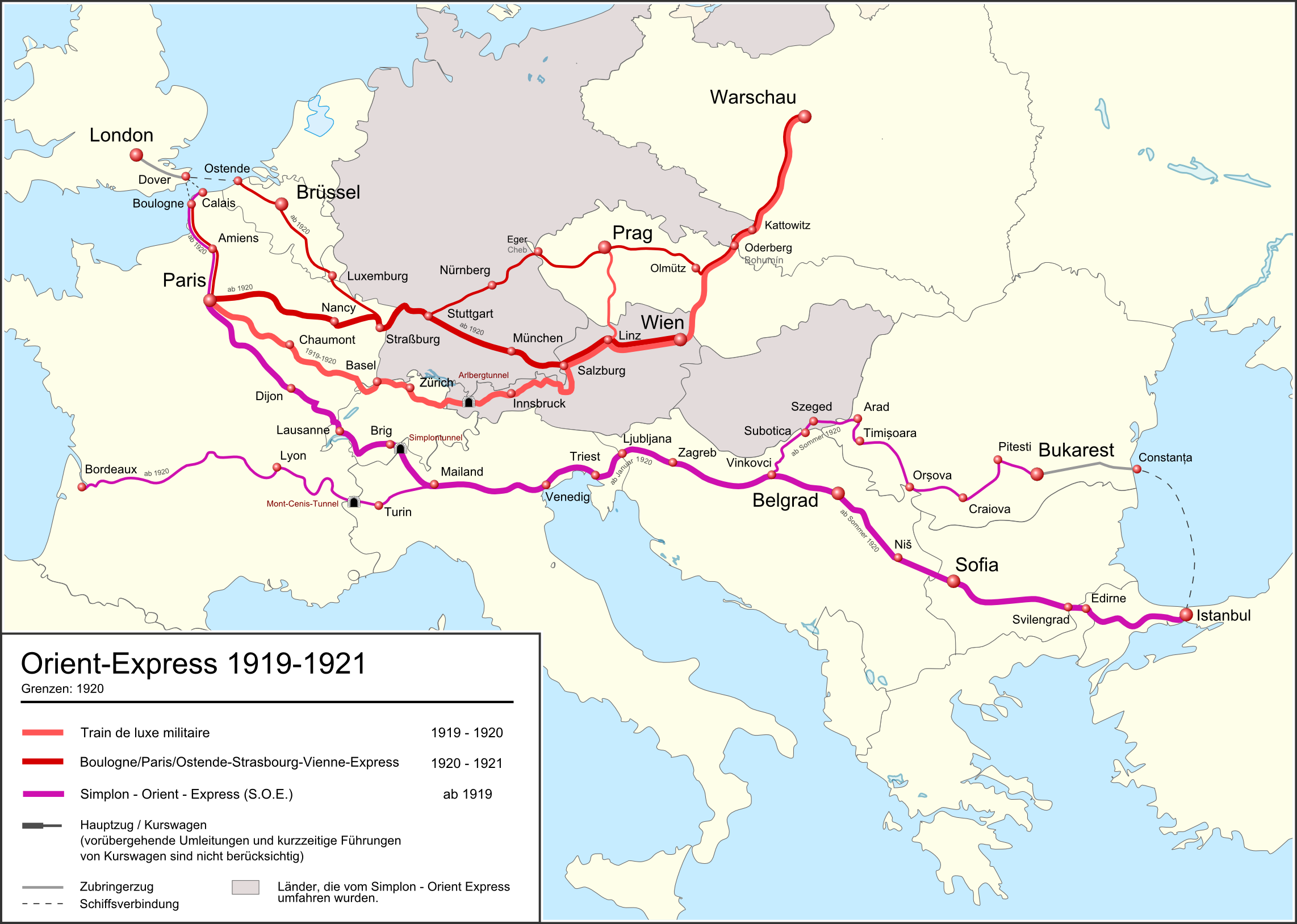
Routes 1919-1921

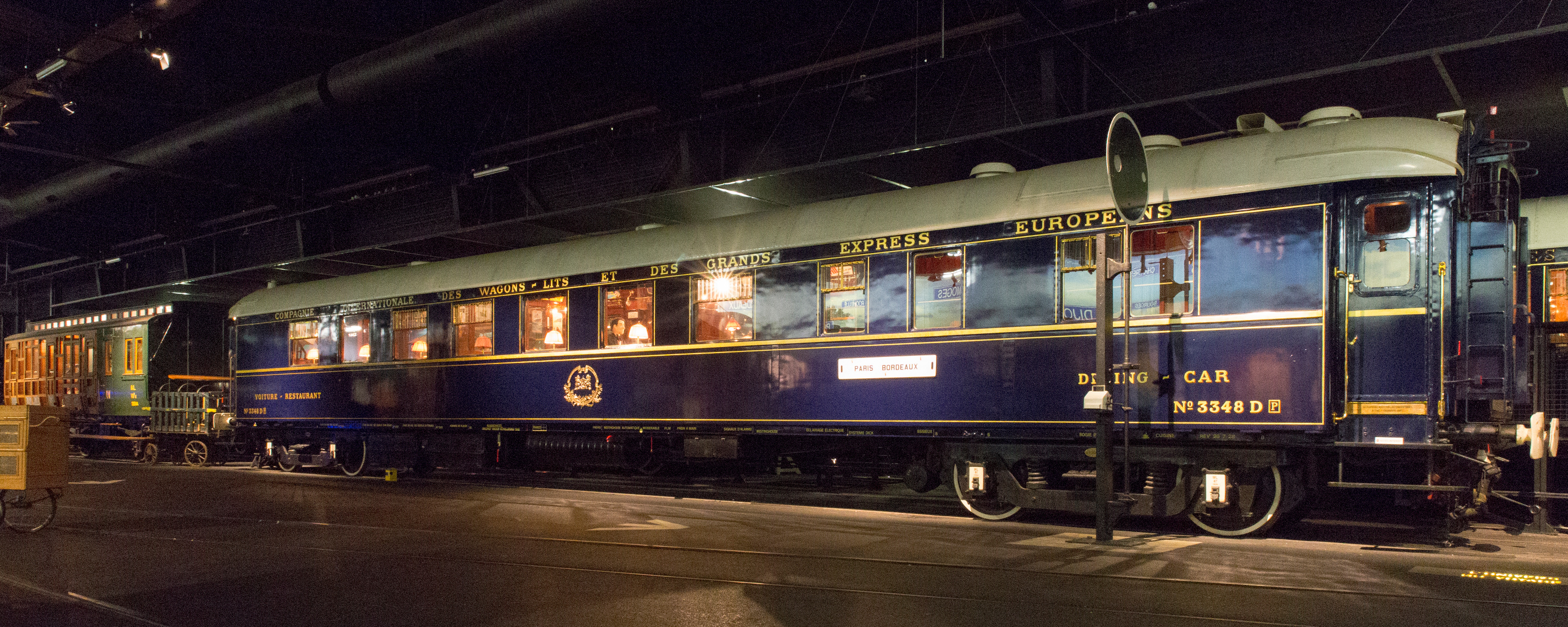
Restauratiewagen van de CIWL

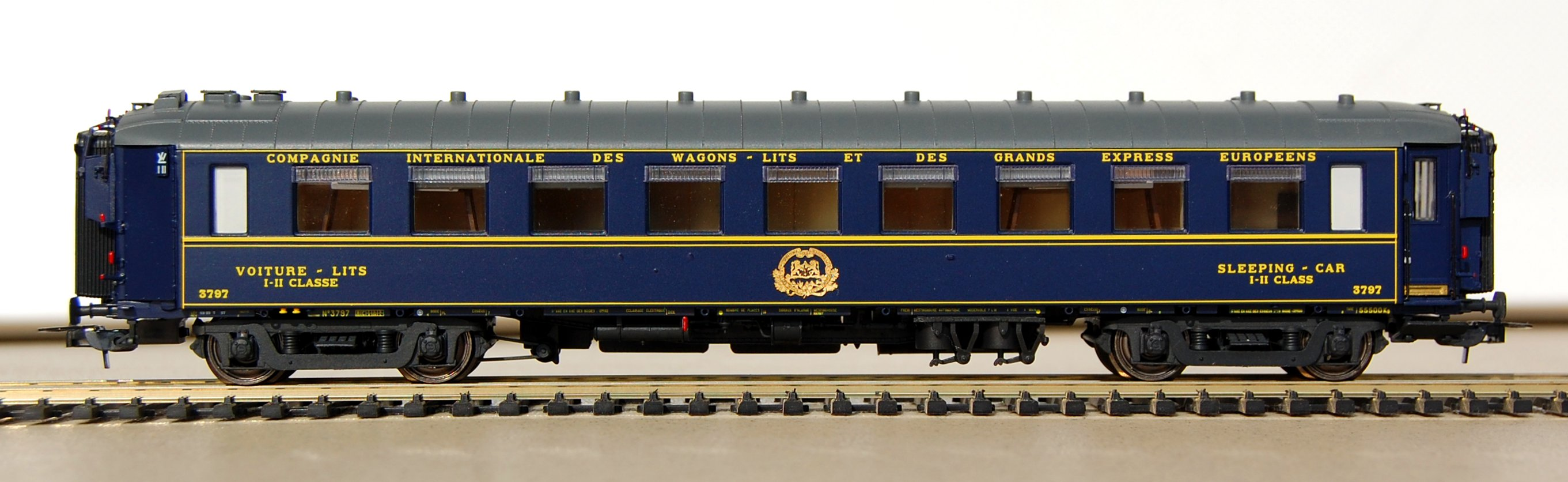
Maquette van een slaapwagen van de CIWL

Na de wapenstilstand wilde Wagons Lits haar internationale treinverbindingen herstellen. Dit lukte voor de meeste landen, enkel Duitsland bleek een probleem. In het verdrag van Versailles werd bepaald, dat alle Duitse luxetreinen door het in 1916 opgerichte MITROPA geëxploiteerd moesten worden. Hierdoor moest de CIWL op zoek naar andere verbindingen die niet door Duitsland gaan. De in 1906 geopende Simplontunnel bood een uitweg. De treinen reden nu via Zwitserland naar het oosten en zo konden de meeste verbindingen behouden blijven.
Verder herstelde Wagons Lits zich uitstekend van de Grote Oorlog. De treindiensten floreerden weer en de maatschappij begon aan een modernisatie. De kleurstelling van de rijtuigen veranderde van oranjebruin-crème naar blauw-goud en de oude houten wagens werden vervangen door nieuwe uit metaal. Ook de dienstregeling werd sterk uitgebreid. Vanaf 1925 werden naast de nachttreinen luxedagtreinen onder de benaming Pullman-trein ingezet. De verbindingen liepen tot in het Midden-Oosten en de CIWL deed nu ook steden als Aleppo, Bagdad, Caïro en Teheran aan. In 1936 werden speciale rijtuigen in dienst genomen die tussen Parijs en Londen konden worden ingezet. Deze reden tot op de veerboot in Duinkerke en waren uitgerust om te kunnen rijden op het Engelse spoorwegnet.
De luxetreinen beleefden in het interbellum hun hoogdagen. Het succes dat de CIWL vóór de oorlog had werd geëvenaard. De wagens werden gedecoreerd door grote artiesten en ook de affiches werden verzorgd door grote namen uit die tijd. De trein vormde de inspiratie voor verschillende filmmakers en auteurs.
Aan het succes van de CIWL kwam abrupt een einde in 1938 met de Anschluss van Oostenrijk bij Duitsland. Hierdoor werd MITROPA ook in dit land actief waardoor de maatschappij opnieuw haar routes moest herzien. Een jaar later werd alle verkeer opnieuw stilgelegd door de oorlogsdreiging. Ten gevolge van de Tweede Wereldoorlog en de communistische expansie verloor de CIWL haar connecties met Centraal en Oost-Europa. Hoewel men na de oorlog weer tot Wenen en verschillende Duitse steden kon reizen was het gouden tijdperk van de Wagons Lits gedaan.

### 2de helft van de 20ste eeuw

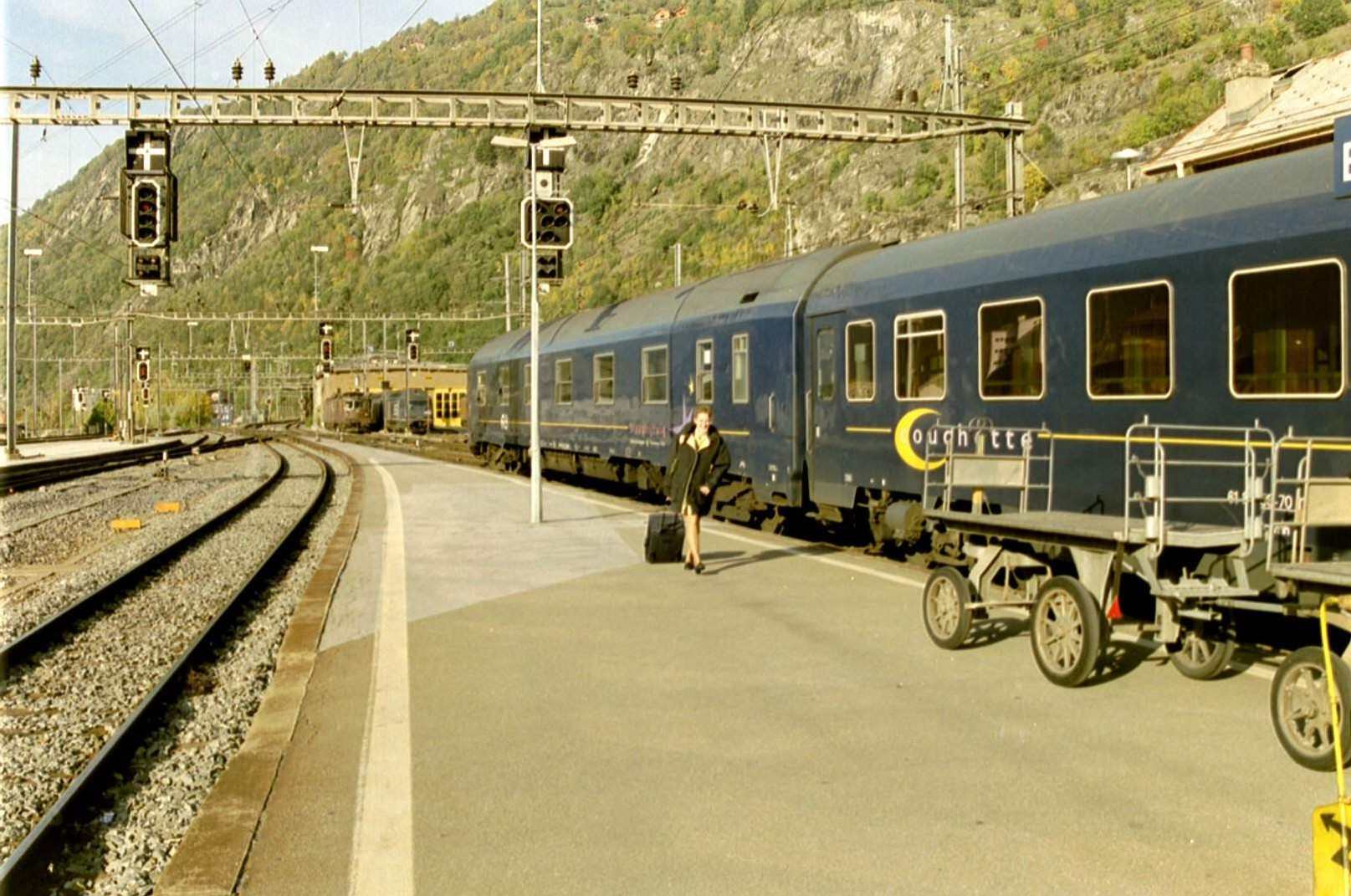
Aankomst te Brig (Zwitserland) van de nachttrein uit Amsterdam met personeel van de Wagons-Lits

In de jaren na de Tweede Wereldoorlog begon de CIWL zich meer en meer te concentreren op het organiseren van reizen en het beheer van haar hotels. De naam werd veranderd naar Compagnie Internationale des Wagons-Lits et du Tourisme (CIWLT)en later gewoonweg Wagons-Lits. De CIWL heeft tijdens de oorlog grote verliezen geleden, ook aan materieel. Naast het herstel van bestaand materieel werden in 1955 nieuwe rijtuigen in Amerikaanse stijl gebouwd. Deze hadden een inox-blauwe kleurstelling.
In de loop van de jaren 60 en 70 begon het materieel uit de jaren 20 en 30 gedateerd te raken en renovatie en modernisatie waren nodig. De CIWL besloot om de oude rijtuigen te verkopen of onder te verhuren aan diverse nationale spoorwegmaatschappijen en zich volledig te richten op cateringactiviteiten op internationale treinen. Zo verzorgde de maatschappij de service op een groot deel van de treinen van de Trans Europ Express (TEE). Hoewel de CIWL niet ophield te bestaan en nog enig succes had in haar vernieuwde diensten had ze bijna geen eigen materieel meer. In de loop van het einde van de 20ste en het begin van de 21ste eeuw was het tijdperk van de luxenachttreinen stilaan ten einde gekomen. Internationale ritten gebeuren tegenwoordig vooral per hogesnelheidstrein.

## CIWL vandaag

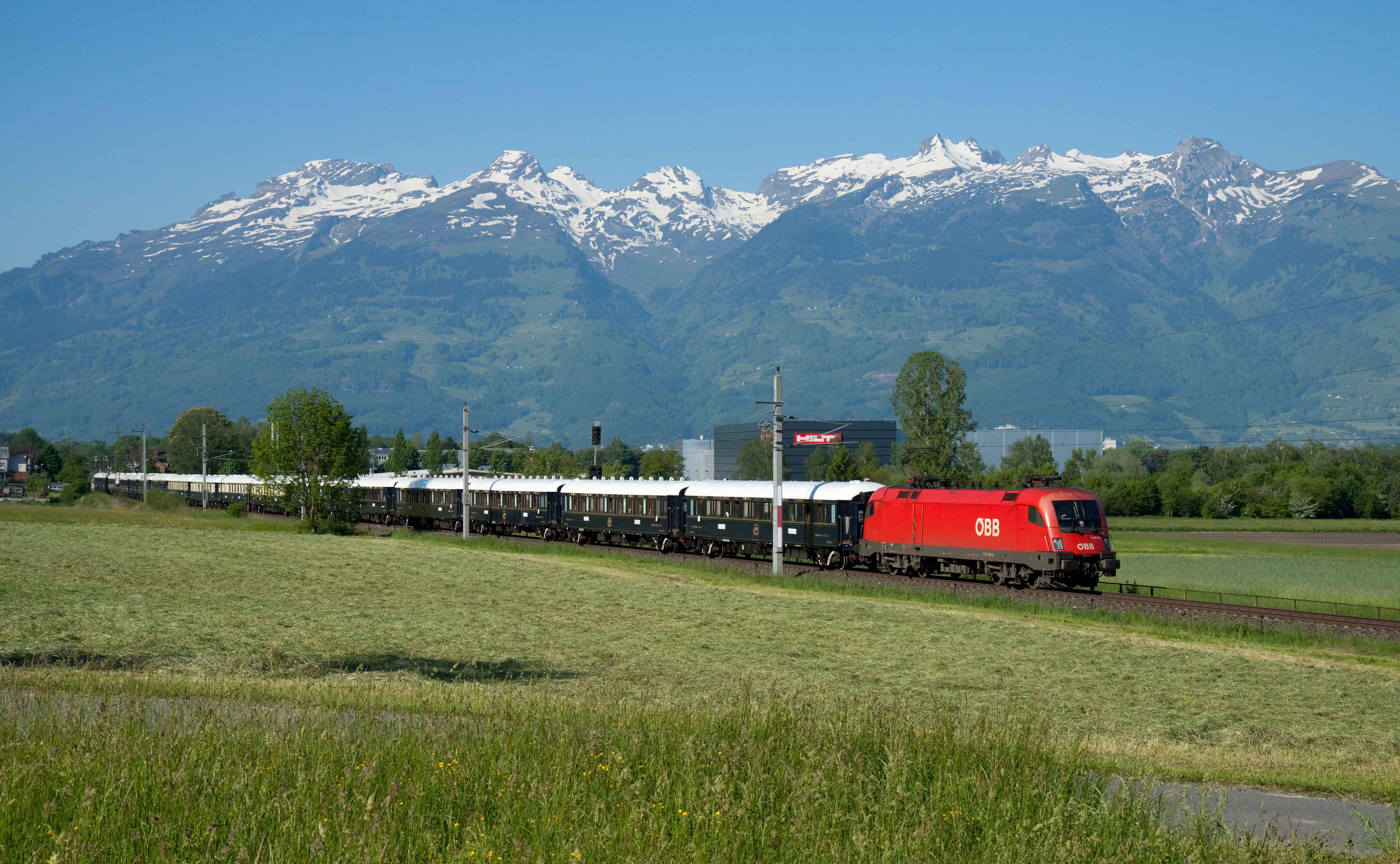
een trein met historische CIWL-rijtuigen, geëxploiteerd door de VSOE

De CIWL is vandaag de dag nog steeds actief, zij het in geheel andere vorm. Zij verzorgt nog steeds vooral de catering op verschillende nachttreinen op het Europese continent. Daarnaast bezit ze nog enkele slaaprijtuigen die geleaset worden door verschillende Europese spoorwegmaatschappijen.
Verschillende historische rijtuigen van de CIWL worden ingezet voor nostalgische treinritten tussen Londen en Venetië: de Venice-Simplon Orient Express (VSOE). Hoewel deze trein de naam Oriënt-Express draagt is hij geen eigendom van de CIWL, maar van een particulier.

## Jaartallen van de CIWL
- 1883 – In het voorjaar van 1883 begint de eerste luxetrein aan zijn reis. Oorspronkelijk werd deze Train Express d’Orient genoemd, later kreeg hij zijn beroemde naam de Oriënt-Express.
- 1894 – Oprichting van de Compagnie Internationale des Grands Hôtels. Deze 100% dochter exploiteerde hotels om de treinreizigers ook op hun bestemming kwalitatief onderdak te bieden.
- 1918 – Einde van de Eerste Wereldoorlog. Te Compiègne wordt op 11 november 1918 (om 11.11) in een rijtuig van de Compagnie des Wagons-Lits de wapenstilstand getekend. Later werd dit Wapenstilstandsrijtuig een monument.
- 1925 – Introductie van luxedagtreinen (Milano-Nizza Express), later als Pullman-treinen aangeduid.
- 1928 – Wagons-Lits verwerft Thomas Cook & Son.
- 1967 – Op 2 mei 1967 verandert de Compagnie haar naam in Compagnie Internationale des Wagons-Lits et du Tourisme (CIWLT). De naamsverandering is het gevolg van de nieuwe activiteiten op hotelgebied.
- 1969 – Nestlé en Wagons-Lits richten het cateringbedrijf Eurest SA op.
- 1971 – Wagons-Lits gaat zich richten op haar kernactiviteit: de service op dag- en nachttreinen. De CIWLT verkoopt daarom haar eigen materieel aan de diverse spoorwegmaatschappijen.
- 1972 – Oprichting van Becares (Beheer en catering van restaurants), waarin Nestlé Nederland en Wagons-Lits Nederland beide een aandeel hebben van 50 procent.
- 1984 – Wagons-Lits wordt 100 procent eigenaar van Eurest International.
- 1988 - De Wagons-Lits-groep koopt autoverhuurbedrijf Europcar op.
- 1991 – De Franse Accor-groep krijgt een meerderheidsbelang in Wagons-Lits.
- 2001 – Als vervolg op de dertig jaar eerder ingeslagen weg, verkoopt de CIWLT nu ook haar eigen werkplaatsen in Europa. Na verkoop van de onderhoudsactiviteiten gaan de werkplaatsen verder onder de nieuwe naam Rail Services International.
- 2001 – Van mei tot oktober organiseert het Spoorwegmuseum een overzichtstentoonstelling in het kader van het 125-jarig bestaan van Wagons-Lits.
- 2001 – Op 27 oktober komt er na anderhalf jaar dienst een einde aan de gecombineerde goederen- en reizigersvervoer OverNightExpress (Amsterdam-Milaan). De begeleiding aan boord en (douane)activiteiten m.b.t. het goederenvervoer werden verzorgd door Wagons-Lits.
- 2002 – Op 14 oktober wordt vanwege de slechte financiële situatie bij NS Internationaal de nachttrein Amsterdam-Praag (D371) vervroegd opgeheven. De nachttrein Amsterdam-Praag rijdt vanaf 2007 weer dagelijks.
- 2003 – Met de invoering van de nieuwe NS-dienstregeling houdt Wagons-Lits Nederland op te bestaan. Vanaf 14 december 2003 verzorgt het Zwitserse bedrijf CityNightLine de nachttreinen naar Oostenrijk en Zwitserland.

## Lijst van CIWL-treinen
In de lijst staan de treinen van de CIWL. Het traject is de route bij de indienststelling, wijzigingen en details staan in het betreffende artikel.
| Naam                                                      | Traject                                                              | Eerste rit | Categorie            |
| --------------------------------------------------------- | -------------------------------------------------------------------- | ---------- | -------------------- |
| Amsterdam-Engadine Express                                | Amsterdam – Frankfurt – Bazel – Chur                                 | 1901       | Toerisme             |
| Amsterdam-Mons Express                                    | Amsterdam en Den Haag – Bergen Henegouwen                            | 1899       | Toerisme             |
| Anatolie Express                                          | Haydarpaşa – Ankara                                                  | 1927       | Luxetrein            |
| Andalus Express                                           | Madrid – Sevilla                                                     | 1911       | Luxetrein            |
| Andalus Pullman Express                                   | Granada – Sevilla – Malaga                                           | 1929       | Toerisme             |
| Ankara Express                                            | Haydarpaşa – Ankara                                                  | 1945       | Luxetrein            |
| Arlberg Oriënt Express                                    | Parijs en Calais – Wenen – Boekarest                                 | 1931       | Luxetrein            |
| Ägypten Express                                           | Berlijn – Napels                                                     | 1907       | Rederijtrein         |
| Barcelone Express                                         | Parijs – Barcelona                                                   | 1929       | Toerisme             |
| Berlin-Budapest (Oriënt) Express                          | Berlijn – Boedapest – Constantinopel                                 | 1900       | Luxetrein            |
| Berlin-Engadin Express                                    | Berlijn – Bazel – Chur                                               | 1911       | Toerisme             |
| Berlin-Karlsbad-Marienbad Express                         | Berlijn – Karlsbad – Mariënbad                                       | 1907       | Kuuroord             |
| Berlin-Marienbad-Karlsbad-Wien Express                    | Berlijn – Mariënbad – Karlsbad – Wenen                               | 1904       | Kuuroord             |
| Berlin-Neapel Express                                     | Berlijn – Napels                                                     | 1902       | Luxetrein            |
| Berlin-Schweiz Express                                    |                                                                      | 1901       | Toerisme             |
| Berlin-Tirol-Roma Express                                 | Berlijn – Merano – Rome                                              | 1912       | Luxetrein            |
| Bombay Express                                            | Calais – Marseille                                                   | 1897       | Rederijtrein         |
| Boulogne/Paris/Ostende-Strasbourg-Vienne Express          | Boulogne en Parijs en Oostende – Straatsburg – Wenen                 | 1920       | Luxetrein            |
| Boulogne/Paris/Ostende-Strasbourg-Prague-Varsovie Express | Boulogne en Parijs en Oostende – Praag – Warschau                    | 1920       | Luxetrein            |
| Cabourg Express                                           | Parijs – Cabourg                                                     | 1904       | Strandtoerisme       |
| Caïro-Luxor Express                                       | Caïro – Luxor                                                        | 1898       | Toerisme             |
| Calais-Bruxelles Pullman Express                          | Calais – Brussel                                                     | 1927       | Pullman              |
| Calais-Interlaken-Engadine Express                        | Calais – Interlaken en Chur                                          | 1895       | Toerisme             |
| Calais-Nice-Rome Express                                  | Calais – Parijs – Nice – Rome                                        | 1883       | Luxetrein            |
| Calais-Nice Express                                       | Calais – Parijs – Nice                                               | 1884       | Luxetrein            |
| Calais-Méditerranée Express (Train Bleu)                  | Londen – Calais – Parijs – Nice                                      | 1886       | Strandtoerisme       |
| Carlsbad Express                                          | Parijs – Karlsbad                                                    | 1900       | Kuuroord             |
| Carpati Pullman Express                                   | Boekarest – Brasov                                                   | 1929       | Pullman              |
| Cataluña Express                                          | Madrid – Barcelona                                                   | 1943       | Luxetrein            |
| Club Train                                                | Londen – Dover – Calais – Parijs                                     | 1889       | Boottrein            |
| Côte d'Argent Express                                     | Parijs – Biarritz – Hendaye                                          | 1910       | Strandtoerisme       |
| Côte d'Azur Pullman Express                               | Parijs – Ventimiglia                                                 | 1929       | Pullman              |
| Danmark Express                                           | Berlijn – Warnemünde – Gedser – Kopenhagen                           | 1907       | Luxetrein            |
| Danubiu Pullman Express                                   | Boekarest – Galatz                                                   | 1932       | Pullman              |
| Dauphiné-Savoie Express                                   | Parijs – Évian en Chambéry en Genève                                 | 1904       | Kuuroord             |
| Deauville Pullman Express                                 | Parijs – Deauville                                                   | 1927       | Pullman              |
| Dunarea Pullman Express                                   | Boekarest – Galatz                                                   | 1929       | Pullman              |
| Edelweiss                                                 | Amsterdam – Bazel – Luzern                                           | 1928       | Pullman              |
| Engadine Express                                          | Parijs en Calais – Chur                                              | 1925       | Toerisme             |
| Étoile du Nord                                            | Parijs – Amsterdam                                                   | 1927       | Pullman              |
| Flèche d'Or                                               | Parijs – Londen                                                      | 1926       | Pullman              |
| Fulger Regele Carol I                                     | Boekarest – Constanța                                                | 1933       | Luxetrein            |
| Gibraltar Express                                         | Parijs – Algeciras                                                   | 1896       | Rederijtrein         |
| Golden Mountain Pullman Express                           | Montreux – Zweisimmen                                                | 1931       | Pullman (meterspoor) |
| Gotthard Express                                          | Berlijn – Bazel – Milaan – Genua                                     | 1911       | Luxetrein            |
| Gotthard Pullman Express                                  | Bazel – Zürich – Milaan                                              | 1927       | Pullman              |
| Hendaye-Luchon Express                                    | Hendaye – Luchon                                                     | 1889       | Kuuroord             |
| LLoyd Express                                             | Hamburg – Genua                                                      | 1908       | Rederijtrein         |
| LLoyd & Riviera Express                                   | Hamburg – Genua en Berlijn – Ventimiglia                             | 1911       | Rederijtrein         |
| Londres-Vichy Pullman Express                             | Boulogne – Vichy                                                     | 1927       | Pullman              |
| Luchon Express                                            | Parijs – Luchon                                                      | 1898       | Luxetrein            |
| Lusitania Express                                         | Madrid – Lissabon                                                    | 1943       | Luxetrein            |
| Maroc Express                                             | Madrid – Algeciras                                                   | 1911       | Boottrein            |
| Marseille-Nice Express                                    | Marseille – Nice                                                     | 1889       | Strandtoerisme       |
| Méditerranée Express                                      | Parijs – Lyon – Marseille – San Remo                                 | 1889       | Strandtoerisme       |
| Milano-Ancona Pullman Express                             | Milaan – Ancona                                                      | 1927       | Pullman              |
| Milano-Nizza Express                                      | Milaan – San Remo – Cannes                                           | 1925       | Pullman              |
| Milano-Montecatini Express                                | Milaan – Montecatini                                                 | 1926       | Pullman              |
| Milano-Venezia Express                                    | Milaan – Venetië                                                     | 1926       | Pullman              |
| Napoli-Palermo Express                                    | Napels – Palermo                                                     | 1902       | Luxetrein            |
| Nord Express                                              | Oostende en Parijs – Berlijn – St. Petersburg                        | 1896       | Luxetrein            |
| Nord Süd Brenner Express                                  | Berlijn – Verona – Milaan – Cannes                                   | 1897       | Luxetrein            |
| Nord Süd Gotthard Express                                 | nooit gereden                                                        | 1898       |                      |
| Nederlandsche Lloyd Express                               | Den Haag – Parijs – Turijn – Genua                                   | 1936       | Rederijtrein         |
| New York Express                                          | Parijs – Cherbourg                                                   | 1900       | Rederijtrein         |
| Night Ferry                                               | Londen – Parijs                                                      | 1936       | Spoorpont            |
| Oberland Express                                          | Calais – Parijs – Interlaken                                         | 1906       | Toerisme             |
| Oberland-Léman Express                                    | Parijs – St. Maurice en Bern                                         | 1904       | Luxetrein            |
| Oiseau Bleu                                               | Antwerpen – Parijs                                                   | 1929       | Pullman              |
| Oriënt Express                                            | Parijs – Istanbul                                                    | 1883       | Luxetrein            |
| Ostende-Bad Kissingen Express                             | Oostende – Bad Kissingen                                             | 1910       | Kuuroord             |
| Ostende-Karlsbad Express                                  | Oostende – Karlsbad                                                  | 1895       | Kuuroord             |
| Ostende-Köln Pullman Express                              | Oostende – Keulen                                                    | 1929       | Pullman              |
| Ostende-Suisse Express                                    | Oostende – Straatsburg – Bazel – Luzern                              | 1901       | Toerisme             |
| Ostende-Wien Express                                      | Oostende – Wenen                                                     | 1894       | Luxetrein            |
| Ostende-Wien-Constantza Express                           | Oostende – Wenen – Constanța                                         | 1895       | Luxetrein            |
| Ostende-Wien-Triëst Express                               | Oostende – Wenen – Triëst                                            | 1895       | Luxetrein            |
| P & O Overland Express                                    | Londen – Calais – Marseille                                          | 1935       | Rederijtrein         |
| Paris-Aix les Bains Express                               | Parijs – Aix-les-Bains                                               | 1903       | Kuuroord             |
| Paris-Barcelone Express                                   | Parijs – Barcelona                                                   | 1904       | Luxetrein            |
| Paris-Bordeaux Express                                    | Parijs – Bordeaux                                                    | 1889       | Luxetrein            |
| Paris-Carlsbad-Prague Express                             | Parijs – Karlsbad – Praag                                            | 1921       | Kuuroord             |
| Paris-Côte Belge Pullman Express                          | Parijs – Oostende – Blankenberge – Knokke                            | 1928       | Pullman              |
| Peninsular Express                                        | Calais – Brindisi                                                    | 1890       | Rederijtrein         |
| Puerta del Sol                                            | Parijs – Madrid                                                      | 1969       | Nachttrein           |
| St.Petersburg-Wien-Nice-Cannes Express                    | St.Petersburg – Wenen – Nice – Cannes                                | 1898       | Luxetrein            |
| Pyrénées Express                                          | Parijs – Biarritz en Luchon                                          | 1891       | Kuuroord             |
| Pyrénées Côte d'Argent Express                            | Parijs – Biarritz – Irun                                             | 1921       | Strandtoerisme       |
| Riviera Express                                           | Marseille – Menton                                                   | 1897       | Toerisme             |
| Riviera-Napoli Express                                    | Berlijn en Amsterdam – Cannes – Ventimiglia – Rapallo – Napels       | 1931       | Toerisme             |
| Roma-Firenze-Cannes Express                               | Rome – Florence – Cannes                                             | 1908       | Toerisme             |
| Roma-Napoli Pullman Express                               | Rome – Napels                                                        | 1929       | Pullman              |
| Rome Express                                              | Calais – Parijs – Florence en Rome                                   | 1890       | Luxetrein            |
| Rotterdamsche LLoyd Express                               | Rotterdam – Marseille                                                | 1936       | Rederijtrein         |
| Royan Express                                             | Parijs – Royan                                                       | 1898       | Strandtoerisme       |
| Simplon Express                                           | Calais – Parijs – Milaan – Venetië                                   | 1906       | Luxetrein            |
| Simplon Oriënt Express                                    | Calais – Parijs – Milaan – Triëst – Boekarest en Istanboel en Athene | 1919       | Luxetrein            |
| Star of Egypt                                             | Caïro – Luxor – Shallal                                              | 1929       | Luxetrein            |
| Sud Express                                               | Parijs – Madrid en Lissabon                                          | 1887       | Luxetrein            |
| Suisse Express                                            | Calais – Laon – Reims – Luzern                                       | 1891       | Toerisme             |
| Suisse Arlberg Express                                    | Parijs en Calais – Wenen                                             | 1924       | Luxetrein            |
| Sunshine Pullman Express                                  | Caïro – Luxor – Shallal                                              | 1929       | Pullman              |
| Train Éclair                                              | Parijs – Wenen                                                       | 1882       | Luxetrein            |
| Taurus Express                                            | Haydarpaşa – Rayak – Bagdad                                          | 1930       | Luxetrein            |
| Tirol Express                                             | Parijs – Salzburg                                                    | 1936       | Toerisme             |
| Torino-Nizza-Cannes Pullman Express                       | Turijn – Nice – Cannes                                               | 1927       | Pullman              |
| Torino-Venezia Pullman Express                            | Turijn – Venetië                                                     | 1928       | Pullman              |
| Transatlantique Express                                   | Parijs – Le Havre                                                    | 1900       | Rederijtrein         |
| Trans Mandsjoerije Express                                | Vladivostok – Harbin – Changchun                                     | 1921       | Luxetrein            |
| Transsiberië Express                                      | Moskou – Tomsk                                                       | 1898       | Luxetrein            |
| Trouville Express                                         | Parijs – Trouville                                                   | 1886       | Strandtoerisme       |
| Trouville Deauville Express                               | Parijs – Trouville – Deauville                                       | 1923       | Strandtoerisme       |
| Tunis-Oran Express                                        | Tunis – Constantine – Algiers – Oran                                 | 1902       | Luxetrein            |
| Vichy Express                                             | Parijs – Vichy                                                       | 1904       | Kuuroord             |
| Wien-Nizza-Cannes Express                                 | Wenen – Nice – Cannes                                                | 1896       | Strandtoerisme       |
| Wien-Roma-Napoli Express                                  | Wenen – Rome – Napels – Palermo en Taormina                          | 1911       | Luxetrein            |
| Wien-San Remo-Nizza-Cannes Express                        | Wenen – San Remo – Nice – Cannes                                     | 1923       | Strandtoerisme       |
| Wien-Tirol-Riviera Express                                | Wenen – Bolzano – Cannes                                             | 1913       | Strandtoerisme       |